# Oldenburské vévodství
Oldenburské vévodství (německy Herzogtum Oldenburg) byl raně novověký stát v rámci Svaté říše římské. Vévodství vzniklo v roce 1774 povýšením z původního hrabství. V roce 1810 bylo obsazeno napoleonskými vojsky a připojeno k Francouzskému císařství.

## Historie
V roce 1774 připadlo území Oldenburska (na severozápadě dnešního Německa) vedlejší větvi Holstein-Gottorp-Oldenburg a v roce 1777 bylo Oldenburské hrabství povýšeno na vévodství, jehož panovníkem se stal Fridrich August I. Oldenburský z dynastie Holstein-Gottorp-Oldenburg, tj. vedlejší větve dynastie Oldenburků, jenž dostala své jméno právě od Oldenburského hrabství. V roce 1785 se stal regentem za chorobymyslného vévodu Viléma jeho bratranec Petr Bedřich Ludvík Oldenburský a v roce 1803 bylo k Oldenburskému vévodství připojeno území bývalého biskupství Lübeck a část biskupství Münster. Za napoleonských válek obsadili celé Oldenbursko Francouzi, kteří jej proměnili ve 2 departementy, ale v roce 1813 převzal opět vládu domácí panovnický rod Oldenburků; za choromyslného vévodu Petra Fridricha Viléma vládl jako regent opět jeho bratranec Petr Bedřich, který se stal v roce 1823 sám vévodou a je přímým předkem všech po něm následujících panovníků Oldenburska.
Po skončení napoleonských válek bylo Oldenbursko na vídeňském kongresu (1815) spolu s oběma svými exklávami – knížectvím Birkenfeld a bývalým biskupstvím Lübeck – znovu obnoveno, povýšeno na velkovévodství a vstoupilo do Německého spolku.

### Seznam oldenburských vévodů
- 1773–1785: Fridrich August I. Oldenburský
- 1785–1823: Vilém I. Oldenburský – slabomyslný, vládl za něho jako regent jeho bratranec Petr
- 1785–1810: Petr Bedřich Ludvík Oldenburský – regent za bratrance Viléma
- 1810–1813: pod francouzskou nadvládou
- 1813–1829: Petr I. Oldenburský – vévoda, od roku 1823 velkovévoda (kvůli své regentské vládě nepřijal titul současně s povýšením území)